# Ruhve
Koordinaten: 58° 23′ N, 23° 1′ O
Ruhve (deutsch Rufa) ist ein Dorf (estnisch küla) auf der größten estnischen Insel Saaremaa. Es gehört zur Landgemeinde Saaremaa (bis 2017: Landgemeinde Laimjala) im Kreis Saare.

## Beschreibung
Der Ort wurde erstmals im 16. Jahrhundert urkundlich erwähnt.
Das Dorf hat heute neun Einwohner (Stand 31. Dezember 2011). Es liegt direkt an der Ostsee und beherbergt einen kleinen Hafen.